# Museo del Whisky
El Museo del Whisky en Buenos Aires, Argentina, cuenta con más de 4200 botellas de Whisky de diversas marcas, muchas de ellas colecciones especiales de edición limitada. Ha alcanzado el reconocimiento del Libro Guinness de los Récords como el mayor museo del whisky del mundo en 2022 y recibió, el premio internacional "Keeper of the Quaich" en 2020. 

## Descripción
Situado en Avenida Monroe 3982, en el barrio de Villa Urquiza, Buenos Aires, alberga una colección extraordinaria que abarca más de 4200 botellas, mayoritariamente de marcas escocesas, pero también de otors países como Irlanda, Israel, Tasmania o Francia.
Entre las piezas destacadas se encuentra una botella de la edición de tan solo 200 botellas para el vuelo inaugural del Concorde, un Macphail de 1938, una botella inspirada en el Transbordador espacial Endeavour y un Macallan de 1950. La joya de la corona es la Royal Salute 62 Gun, un regalo de la Reina Isabel II del Reino Unido, en 2010, que presenta detalles ornamentales en oro y un tapón de vidrio tallado. También se encuentra una edición de los 70 de la destilería del Jim Beam en honor a Elvis Presley con una réplica de su auto, un busto en blanco y varias esculturas con su figura, cada una sobre una caja de música donde suenan diferentes canciones de su autoría. También conmemorativos de la firma Bells, como ediciones de Navidad, del Milenio o de la boda de Carlos y Diana (en este caso se fabricaron 10 mil unidades).
El edificio se despliega en tres plantas, la primera cuenta con una tienda que ofrece exclusivas etiquetas importadas, mientras que el segundo piso alberga salas de degustación con las mejores marcas. La tercera está destinada al propio museo. Además de ser un destino para adquirir productos y disfrutar de degustaciones, el Museo del Whisky también sirve como sede de la asociación Whisky Malt Argentina (WMA), de la cual Reigosa es fundador, que brinda beneficios a los 4800 socios, como descuentos en botellas importadas y acceso gratuito al salón privado.

## Gastronomía

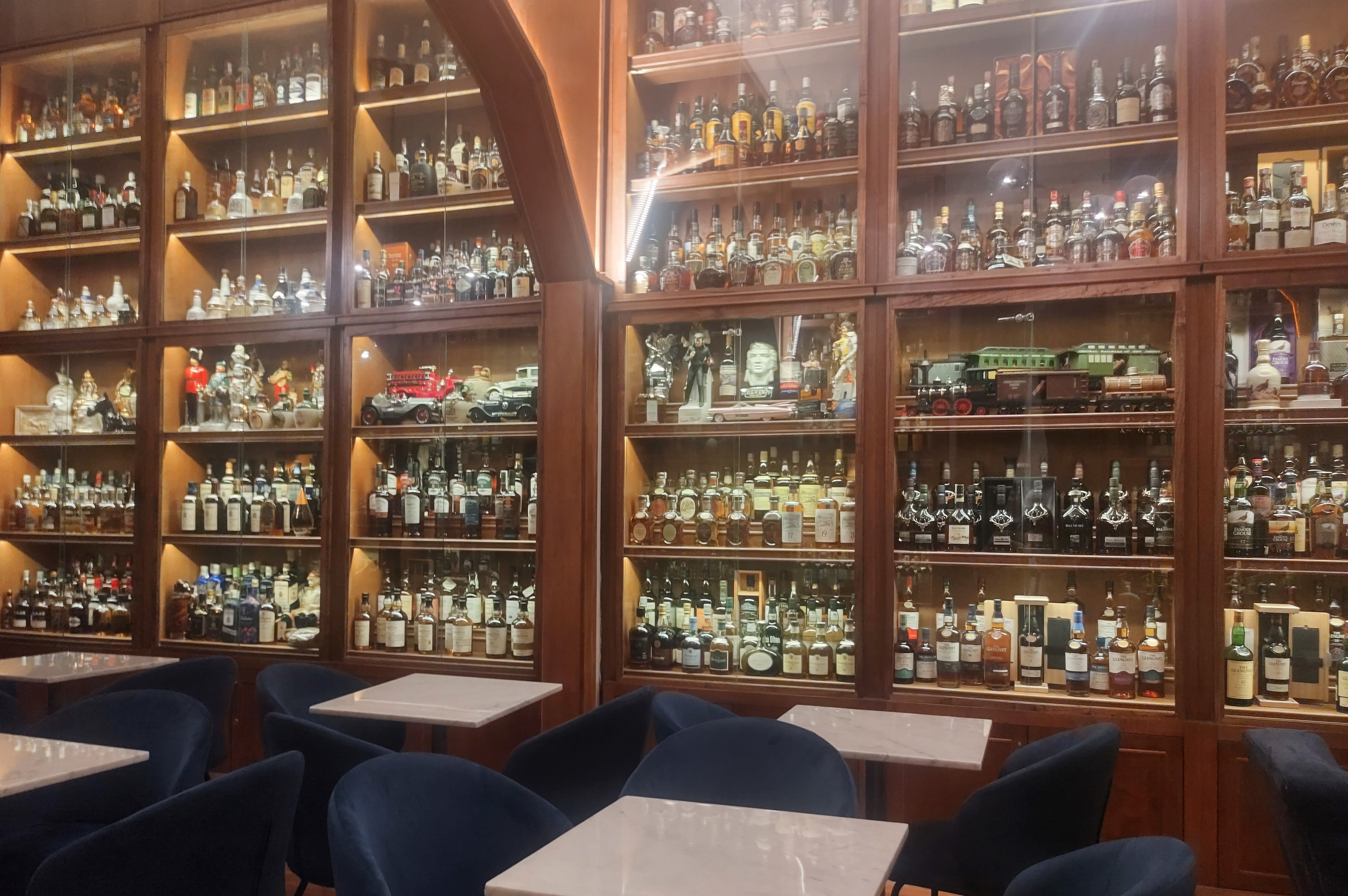
Además de museo funciona como restaurante

La carta del museo presenta 200 etiquetas, con 250 expresiones más raras disponibles para pedir por botella. Dirigido por la chef Sol Albornoz, el restaurante ofrece un menú variado que incluye opciones de comida española y pinchos. El museo también organiza catas y cursos sobre las características del destilado.

## Historia y reconocimientos

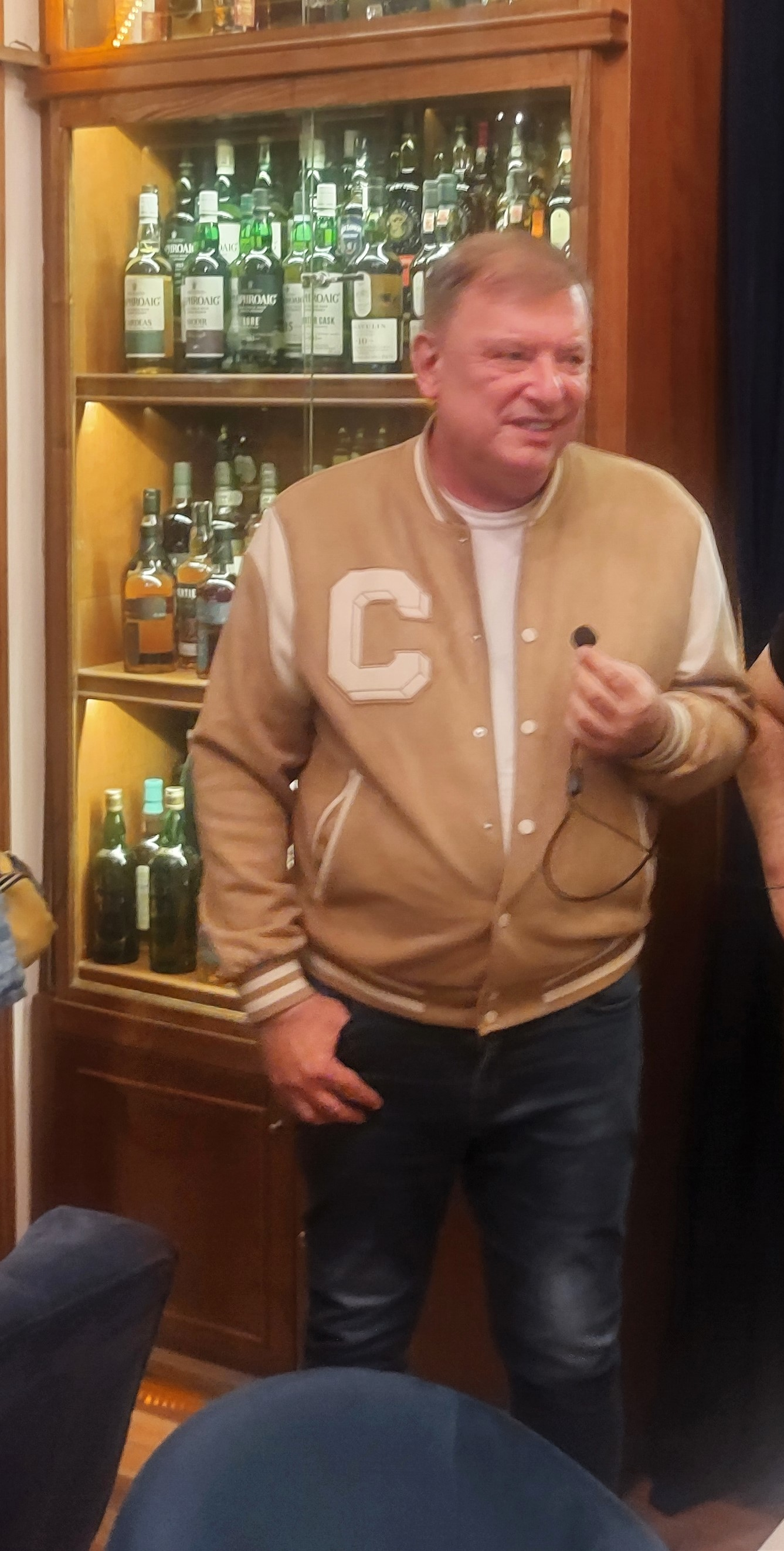
Su creador, Miguel Ángel Reigosa

La historia del museo se remonta a Miguel Ángel Reigosa, quien, tras liderar el extinguido Café de los Incas (sitio de culto en Buenos Aires para los amantes del whisky), inició la búsqueda de una casa para el museo en 2009 para así inaugurar el museo el 10 de noviembre de 2014. Su dedicación y pasión lo llevaron a recibir, en 2020, el prestigioso premio internacional "Keeper of the Quaich"  en 2020, que reconoce a nivel internacional a aquellos que han demostrado un compromiso destacado con la industria del whisky escocés. Además, ha colaborado en la creación de una edición limitada de 904 botellas con la destilería Glen Moray en homenaje a los caídos en el conflicto de las Islas Malvinas en 1982.

## Imágenes

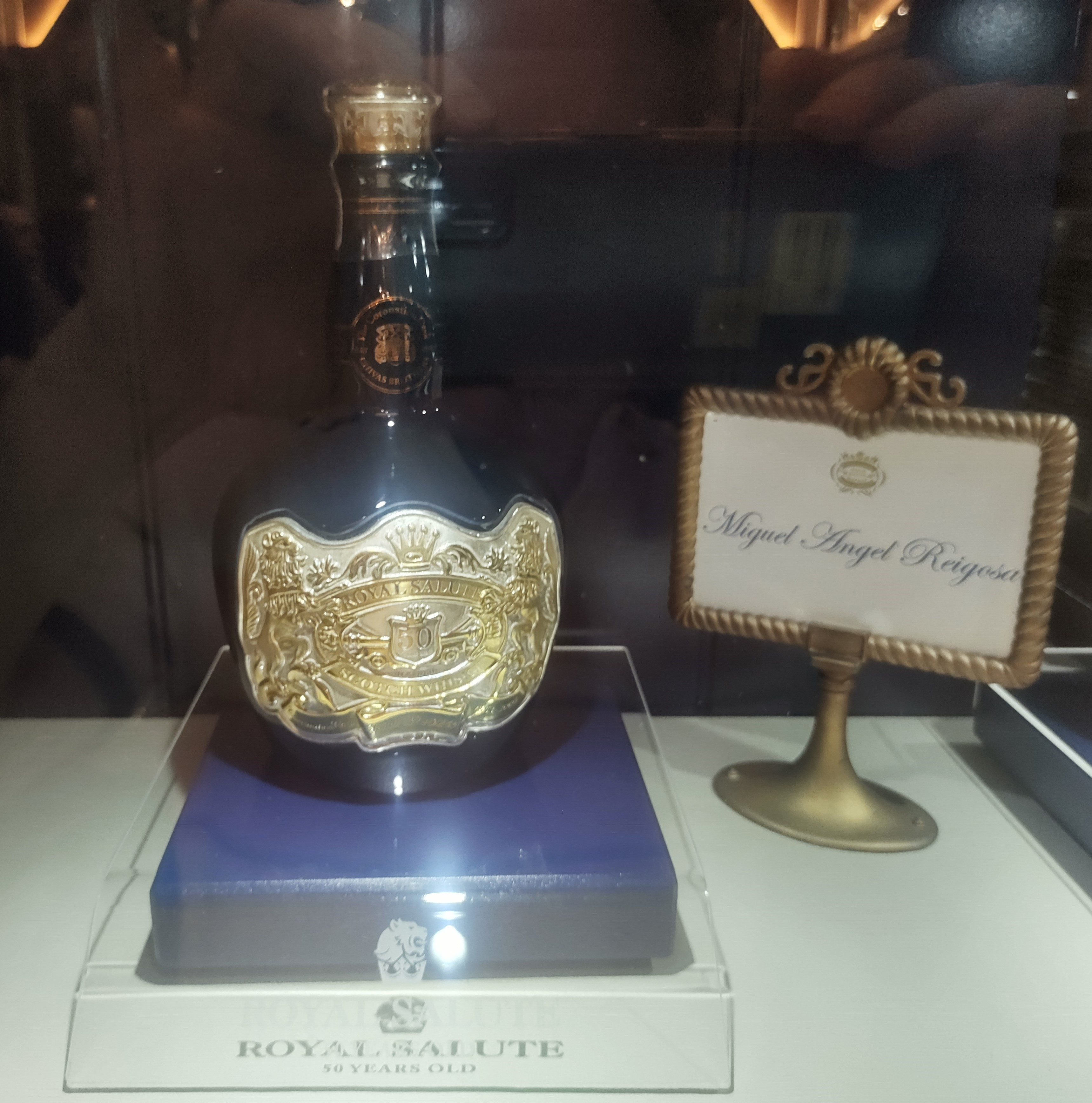
Royal Salute 62 Gun, regalo de la Reina Isabel II.
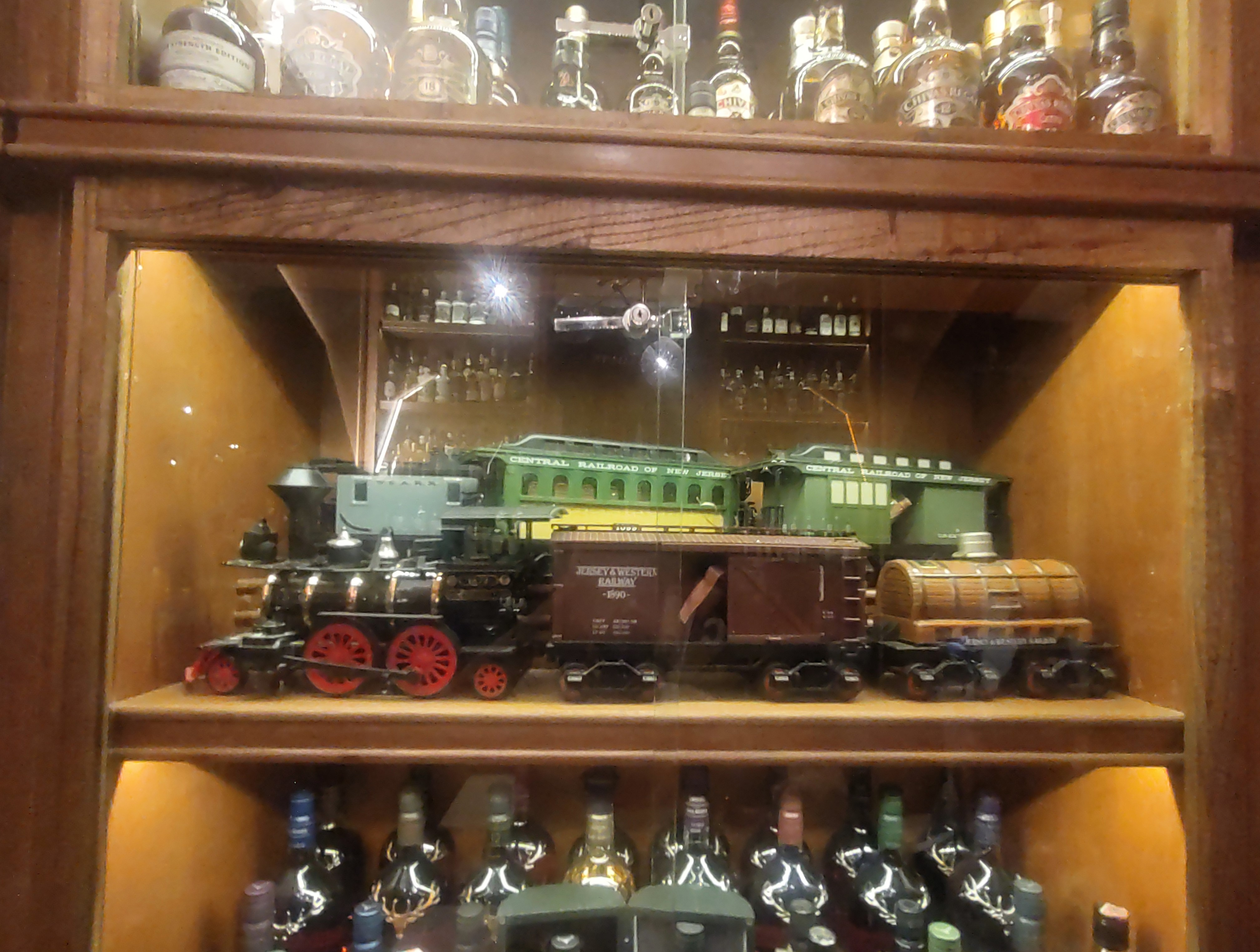
Coleeción de botellas con forma de vagones o locomotoras.
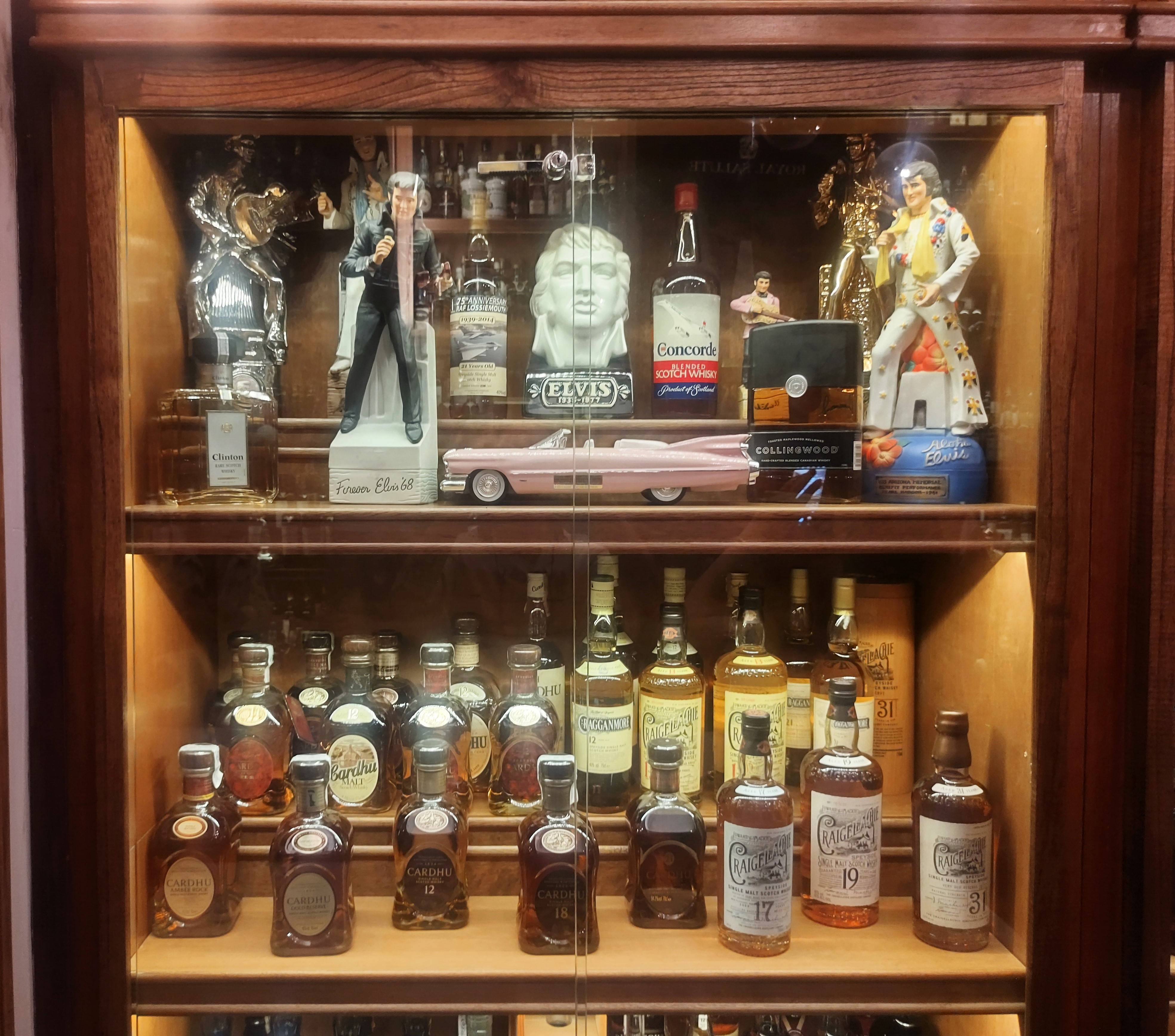
Colección Elvis Presley.